# Frank Cottrell-Boyce
Pour les articles homonymes, voir Boyce et Cottrell.
Frank Cottrell-Boyce (né en 1959 à Liverpool) est un scénariste et écrivain britannique.

## Biographie
Frank Cottrell-Boyce est un romancier pour la jeunesse. On lui doit en tant que scénariste, Bienvenue à Sarajevo, Hilary et Jackie (Hilary and Jackie) et 24 Hour Party People. Il se destinait à la prêtrise lorsqu'il a rencontré sa femme qui se préparait à être religieuse. Ils ont sept enfants et habitent Liverpool. Auteur au style acéré, à l'écriture vive, à l'imagination foisonnante, Boyce écrit des histoires drôles pleines d'émotion et utilise pour cela le langage convaincant des adolescents.
Sous le pseudonyme de Martin Hardy, il a écrit le scénario de Tournage dans un jardin anglais, réalisé par Michael Winterbottom.

## Son œuvre
Son premier roman, Millions, a remporté la Médaille Carnegie et a figuré dans les plus prestigieuses sélections de livres. Il a également fait l'objet d'une adaptation cinématographique par Danny Boyle. L'auteur conjugue dans ce roman les thèmes du deuil et de l'argent.
En écrivant Le Crime parfait, histoire inspirée par un fait divers authentique, l'auteur reconnaît avoir été particulièrement intéressé par la manière dont les œuvres d'art pouvaient changer le regard des gens sur la vie.
Avec Un ticket pour la lune, l'auteur explore la relation père-fils dans un monde où l'on veut grandir trop vite et rester toujours jeune.

## Publications
Romans pour la jeunesse
- Millions (Millions, Macmillan Children's Books, 2004). Paris : Gallimard jeunesse, 2004, 228 p.  (ISBN 2-07-055991-2). Rééd. Paris : Gallimard jeunesse, 2009, 280 p. (Folio junior).  (ISBN 978-2-07-062325-9)
- Le Crime parfait (Framed, Macmillan Children's Books, 2005). Paris : Gallimard jeunesse, 2007, 308 p.  (ISBN 978-2-07-057596-1)
- Un ticket pour la lune (Cosmic, Macmillan Children's Books, 2008). Paris : Gallimard jeunesse, 2009, 360 p.  (ISBN 978-2-07-062239-9)
- (en) The Unforgotten coat, London, Walker Books, 2011
- Le jour où ma vie a changé / illustrations Gemma Correll ; traduit par Lilas Nord. Paris : Rageot, coll. "Flash fiction", 2017, 128 p.  (ISBN 978-2-7002-5511-9)

Pièce de théâtre
- The Claim (ScreenPress Books, 2001)

### Prix et distinctions
- Médaille Carnegie 2004 pour Millions
- Guardian Award for Children's fiction 2012 pour The Unforgotten coat[1]
- (international) « Honour List » 2014[2] de l' IBBY pour The Unforgotten coat
- Finaliste Médaille Carnegie 2017[3] pour Sputnik’s Guide to Life on Earth

## Filmographie

### Adaptation
- 2004 : Millions : film réalisé par Danny Boyle ("Trainspotting", "Petits meurtres entre amis") d'après un scénario de Frank Cottrell-Boyce.

### Comme scénariste
- 1989 : The Real Eddy English (feuilleton TV)
- 1990 : Forget About Me
- 1991 : Coronation Street (série TV)
- 1993 : A Woman's Guide to Adultery (TV)
- 1995 : Butterfly Kiss
- 1996 : Un Angelo a New York (TV)
- 1996 : Saint-Ex
- 1997 : Bienvenue à Sarajevo
- 1998 : Hilary et Jackie (Hilary and Jackie)
- 2000 : Pandaemonium
- 2000 : Rédemption (The Claim)
- 2002 : 24 Hour Party People
- 2002 : Revengers Tragedy
- 2003 : Code 46
- 2004 : Millions
- 2006 : Tournage dans un jardin anglais (A Cock and Bull Story) (sous le nom de Martin Hardy)
- 2013 : Les Voies du destin de Jonathan Teplitzky (coscénariste)
- 2014 : Doctor Who (série TV) - Saison 8, épisode 10
- 2017 : Doctor Who (série TV) - Saison 10, épisode 2
- 2017 : Goodbye Christopher Robin de Simon Curtis

Comme acteur
- 2004 : Millions : Nativity Teacher